# Juan Surraco
Artikeln följer den spanska namnseden; faderns efternamn är Surraco och moderns efternamn Lamé.
Juan Ignacio Surraco Lamé, född 14 augusti 1987 i Montevideo, är en uruguayansk fotbollsspelare. Surraco har även spanskt medborgarskap

## Spelstil
Surraco är en offensiv ytter som helst spelar till höger.

## Karriär
Under sommaren 2014 skrev Surraco på för Livorno och återvände därmed till klubben han tidigare haft en av sina bästa säsonger med. Hans andra sejour med laget blev dock kortvarig och i december bröts kontraktet i samråd med klubben